# Если любить тебя неправильно
«Если любить тебя неправильно» (англ. If Loving You Is Wrong) — американский телесериал, созданный Тайлером Перри, премьера которого состоялась на канале Oprah Winfrey Network в 9 сентября 2014 года. В центре сюжета находятся пять женатых пар, живущих на одной улице.
Сериал был заказан 9 января 2014 года OWN в качестве телевизионной адаптации кинофильма «Клуб одиноких мам», созданным Перри, в котором снялись Ниа Лонг, Венди Маклендон-Кови, Эми Смарт, Сулай Энао и Коко Браун. После провала фильма в прокате концепция и название сериала были изменены, а Сулай Энао тем временем повторила свою роль из фильма. Эдвина Финдли, Хезер Хемменс, Эйприл Паркер Джонс и Аманда Клейтон тем временем получили остальные ведущие женские роли, играя персонажей, не задействованных в фильме. 27 февраля 2015 года сериал был продлён на второй сезон из двадцати двух эпизодов.

## Актёры и персонажи
- Аманда Клейтон — Алекс, жена Брэда и любовница Рэндала
- Эдвина Финдли — Келли, вдова и мать молодого сына
- Хезер Хемменс — Марси, агент по недвижимости и жена Рэндала
- Сулай Энао — Эсперанса, бывшая жена Эдварда
- Эйприл Паркер Джонс — Натали, мать-одиночка четырёх детей, один из которых в тюрьме
- Эйден Тернер — Брэд, муж Алекс
- Элтони Уильямс — Рэндал, муж Марси
- Джоэл Раш — Эдвард, бывший муж Эсперансы
- Октавио Писэно — Джулиос, новый бойфренд Эсперансы
- Чарльз Малик Уитфилд — Лашон, бывший муж Натали
- Тиффани Хэддиш — Джеки, ассистент Натали на работе